# Chibuto (Distrikt)
Chibuto ist ein Distrikt der Provinz Gaza in Mosambik mit der Hauptstadt Chibuto. Sein Gebiet grenzt im Norden an den Distrikt Chigubo, im Westen an die Distrikte Guijá und Chokwé, im Süden an den Distrikt Xai-Xai und im Osten an die Provinz Inhambane  und an den Distrikt Mandlakaze.

## Geographie
Der Distrikt Chibuto wird in den Limpopo entwässert, dessen linker Nebenfluss Changane auch die Grenze zur Provinz Inhambane bildet. Das Klima ist tropisch trocken mit einer durchschnittlichen jährlichen Niederschlagsmenge von 400 bis 600 Millimeter. In den Wintermonaten fällt mehr Niederschlag als in den Sommermonaten, das Minimum liegt im August bei 21 Millimeter, das Maximum im Februar bei 143 Millimeter.

## Bevölkerung
| Der Distrikt ist 5.602 Quadratkilometer groß und hatte 2013 eine Einwohnerzahl von 207.210 Menschen. Das entspricht einer Bevölkerungsdichte von 37 Personen pro Quadratkilometer. Frauen sind im Distrikt dominant mit 54,6 Prozent der Bevölkerung. Auch ist Chibuto ein junger Distrikt (wie viele in Mosambik), 45 Prozent der Bevölkerung sind jünger als 15 Jahre (Stand 2013). Wie in ganz Mosambik ist der Anteil der Frauen beim Analphabetismus hoch. Auffällig in Chibuto ist, dass der Anteil bei den jungen Frauen höher ist als bei den Frauen zwischen 25 und 29 Jahren (Stand 2007). Mit 26 Prozent ist der Anteil der verwitweten Personen überdurchschnittlich hoch, in der Provinz sind dies nur elf Prozent (Stand 2007). | Hier fehlt eine Grafik, die leider im Moment aus technischen Gründen nicht angezeigt werden kann. Wir arbeiten daran! Analphabetismus in den Altersgruppen |

## Einrichtungen und Dienstleistungen
In Distrikt befinden sich 152 Grundschulen (Primárias) und elf weiterführende Schulen (Secundárias). Von den Grundschulen sind 116 öffentliche Schulen und 36 private Schulen, von den weiterführenden Schulen sind zehn öffentlich und eine ist privat (Stand 2015).
In Chibuto gibt es ein Krankenhaus, dreizehn Gesundheitszentren und eine Ambulanz.

## Verwaltungsgliederung
Der Distrikt Chibuto ist in sechs Verwaltungsposten (postos administrativos) gegliedert:

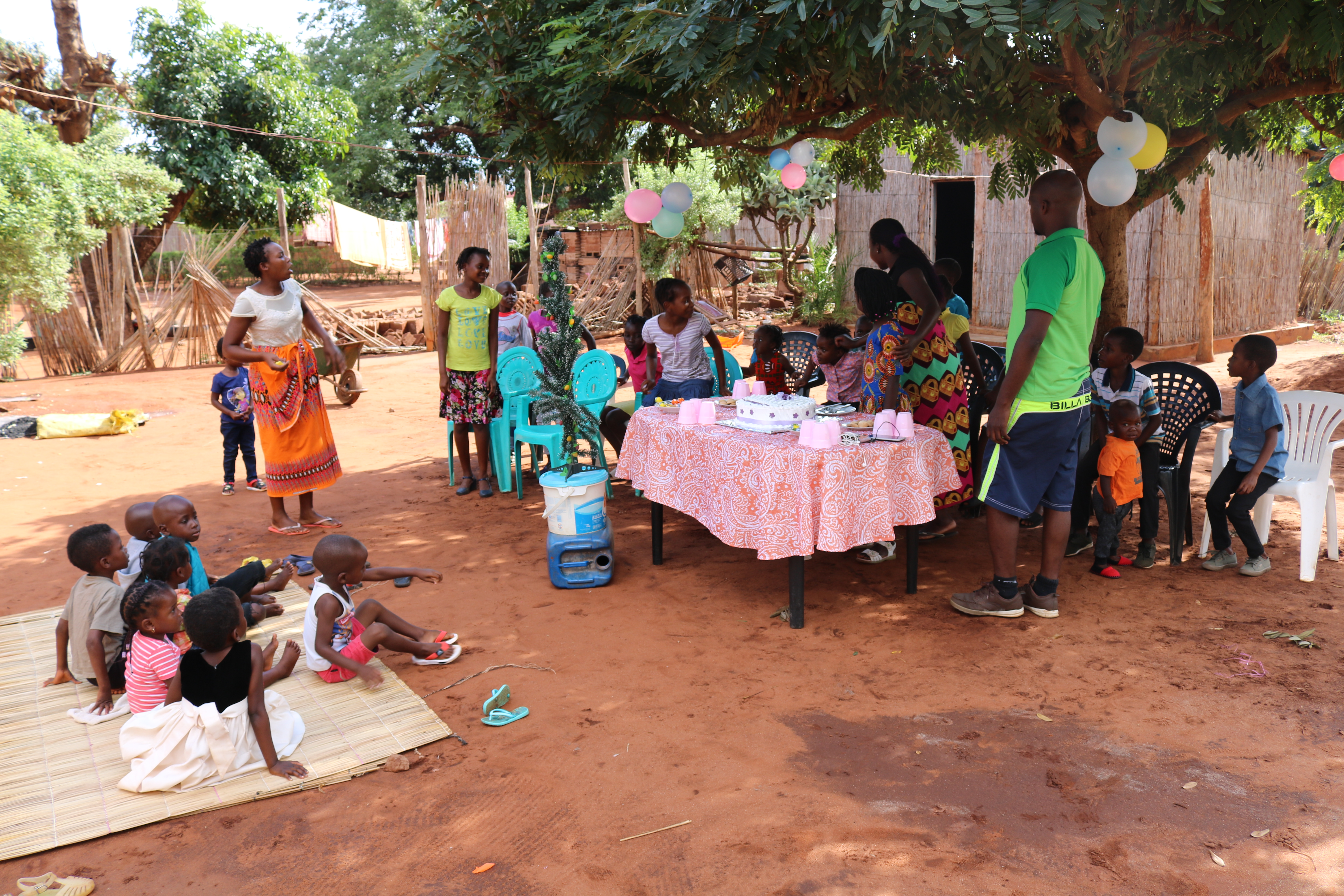
Kindergeburtstag in Chibuto

- Chibuto
- Alto Changane
- Godide
- Malehice
- Chaimite
- Changanine[1]

## Wirtschaft und Infrastruktur
Im Jahr 2007 hatten sieben Prozent der Bevölkerung Zugang zu elektrischer Energie, über fünfzig Prozent besaßen ein Radio. Nur vier Prozent der Bevölkerung hatten Fließwasser, die wichtigste Wasserquelle waren Brunnen. Auch mit internationaler Entwicklungshilfe wird versucht, diese Situation zu verbessern.

### Landwirtschaft
Das südliche zentrale Chibuto bietet als Kombination von Hochland und Tiefeben mit fruchtbarem Boden eine gute Basis für die Landwirtschaft. Die Gegend ist aber auch anfällig für Überschwemmungen und Dürreperioden, was die Bauern besonders herausfordert.
Im Jahr 2010 gab es 29.000 landwirtschaftliche Betriebe mit durchschnittlich 1,7 Hektar Land. Mit dem Stand 2003 gab es die größten Anbauflächen für Mais (10.700 Hektar), Maniok (8.500 Hektar) und Bohnen (4.400 Hektar). Die höchsten Erträge brachten Maniok (25.000 Tonnen), Mais (1.900 Tonnen) und Süßkartoffeln (1.900 Tonnen).

### Bodenschätze
Der einzige Bodenschatz, der in Chibuto abgebaut wird, ist Titan.

### Verkehr
Die Nationalstraße EN1 von Maputo nach Inhambane durchquert auch den Distrikt Chibuto. Daneben gibt es 318 Kilometer Nebenstraßen, hauptsächlich sternförmige Verbindungen der Stadt Chibuto mit anderen Orten des Distrikts.